# Ordine della Croce di Grunwald
L'Ordine della Croce di Grunwald è stata un'onorificenza militare polacca.

## Storia
L'Ordine è istituito nel novembre 1943 dall'alto comando della Gwardia Ludowa, una piccola frazione della Resistenza polacca organizzata dai comunisti del Partito Operaio Polacco durante la seconda guerra mondiale. L'istituzione di questa onorificenza venne ratificata il 20 febbraio 1944 dal governo filo sovietico del Consiglio Nazionale di Stato e il successivo 22 dicembre dal Comitato Polacco di Liberazione Nazionale e venne ulteriormente confermata il 17 febbraio 1960 dal governo della Repubblica Popolare di Polonia.
Dopo il crollo del sistema comunista l'onorificenza venne abolita dalle nuove autorità della Polonia. La decisione è stata piuttosto controversa ed attualmente ci sono delle organizzazioni di veterani che chiedono che venga ristabilita.

## Classi
L'Ordine disponeva delle seguenti classi di benemerenza:
- I Classe, concessa 71 volte
- II Classe, concessa 346 volte
- III Classe, concessa 5321 volte

| Nastri     |           |          |
| III Classe | II Classe | I Classe |

## Insegne
- Il nastro è rosso con una striscia centrale bianca e bordi verdi.